# Ліза Франкетті
Ліза Мері Франкетті (англ. Lisa Franchetti; нар. 25 квітня 1964, Рочестер) — американська воєначальниця, адмірал Військово-морських США (2019), 33-тя керівниця військово-морськими операціями (з 14 серпня 2023), 42-га заступниця керівника військово-морськими операціями (2022—2023), командувачка 6-го флоту ВМС США.

## Біографія
Ліза Мері Франкетті народилася 25 квітня 1964 року в Рочестері, штат Нью-Йорк. Вона навчалася в Школі журналістики Меділл Північно-Західного університету в Еванстоні, штат Іллінойс, де здобула ступінь бакалавра наук у галузі журналістики та відзнаку кафедри історії. Перебуваючи в Північно-Західному університеті, вона приєдналася до Програми підготовки офіцерів запасу військово-морських сил (ROTC) і в 1985 році була призвана на службу.
Надалі Франкетті навчалася у Воєнному коледжі ВМС в Ньюпорті, штат Род-Айленд, де здобула ступінь магістра з організаційного менеджменту в Університеті Фенікса.
За час проходження військової служби у флоті Франкетті перебувала на посадах офіцера допоміжних сил і офіцера першого дивізіону на «Шенандо»; штурмана і координаторки на «Мононгахіла»; оперативного офіцера на «Мусбрюггер»; офіцера бойових систем і головного офіцера 2-ї ескадри есмінців; виконавчого офіцера «Стаут»; і офіцера-помічниці з надводних операцій ударної групи «Джордж Вашингтон». Вона командувала есмінцем КРЗ «Росс» та 21-ю ескадрою есмінців з флагманом на «Джон Стенніс».
Надалі Франкетті була керівницею Центру військово-морського резерву у Сентрал-Пойнт, штат Орегон; помічницею заступника начальника військово-морських операцій; офіцером протоколу командувача Атлантичного флоту США; офіцером 4-го батальйону Військово-морської академії США; начальницею відділу директорату Спільної розробки концепції та експериментування, в Об'єднаному штабі, J7; заступницею директора з міжнародної взаємодії та виконавчою помічницею N3/N5 у штабі ВМС та військовою помічницею міністра військово-морських сил.
Після підвищення до рангу флаг-офіцера Франкетті посідала посади: командувачки Військово-морськими силами США в Кореї (CNFK); командувачки 9-ї авіаносної ударної групи; командувачки 15-ї авіаносної ударної групи; начальниці штабу J-5 (Стратегія, плани та політика), Об'єднаного штабу; командувачки 6-го флоту, Ударними силами та силами підтримки ВМС НАТО; заступниці командувача ВМС США в Європі; заступниці командувача ВМС США в Африці та командувачки морського компонента Об'єднаних сил.
6 травня 2020 року Франкетті призначена керівницею військово-морських операцій із розробки бойових дій (OPNAV N7), зберігши водночас інші посади.
У квітні 2022 року Франкетті номінована на підвищення в адмірали та призначення заступницею керівника військово-морських операцій. У травні 2022 року Сенат затвердив її кандидатуру. З 2 вересня 2022 року адмірал Ліза Франкетті розпочала виконувати обов'язки.
За даними USNI News, Франкетті є головною претенденткою на заміну в 2023 році адмірала Майкла М. Гілдея на посаді командувача Військово-морських сил США.